# Etambutol
Etambutol, EMB (łac. Ethambutolum) – organiczny związek chemiczny z grupy aminoalkoholi. Stosowany jako lek przeciwgruźliczy, chemioterapeutyk o działaniu przeciwbakteryjnym. Hamuje namnażanie się bakterii powodujących gruźlicę. Zmniejsza ryzyko wystąpienia lekooporności na inne leki przeciwprątkowe.

## Izomery
Cząsteczka etambutolu zawiera dwa centra stereogeniczne i może tworzyć 3 stereoizomery: (+)-S,S, (−)-R,R i mezo (o konfiguracji R,S). W medycynie stosowany jest najaktywniejszy biologicznie izomer (+)-S,S. Forma mezo jest od niego 12× mniej aktywna, a izomer (−)-R,R jest 500× mniej aktywny. Aktywność mieszaniny racemicznej (+)-S,S i (−)-R,R odpowiada połowie aktywności czystego izomeru (+)-S,S. Natomiast toksyczność wszystkich form jest taka sama.

## Farmakokinetyka
Etambutol wchłania się w 75–80% z przewodu pokarmowego. Maksymalne stężenie w osoczu krwi osiąga po ok. 2–4 godzinach. Biologiczny okres półtrwania wynosi 3–4 godziny.

## Wskazania
Etambutol jest lekiem pierwszego rzutu stosowanym w politerapii gruźlicy razem z pirazynamidem, rifampicyną i izoniazydem. Słabo przenika do płynu mózgowo-rdzeniowego, dlatego w gruźlicy OUN zastępowany jest streptomycyną.

## Przeciwwskazania
- nadwrażliwość na lek
- zapalenie nerwu wzrokowego
- zaburzenia widzenia
- ciężka niewydolność nerek

## Działania niepożądane
- zapalenie pozagałkowe nerwu wzrokowego
- zaburzenia widzenia
- zmiany w obrazie krwi
- skórne reakcje alergiczne
- ból głowy
- brak apetytu
- nudności
- wymioty
- spadek masy ciała

## Preparaty
- Ethambutol – kapsułki

## Dawkowanie
Doustnie. Dawkę i częstotliwość stosowania leku ustala lekarz. Zwykle dorośli 15–20 mg na kilogram masy ciała raz dziennie.